# 니나 시프먼

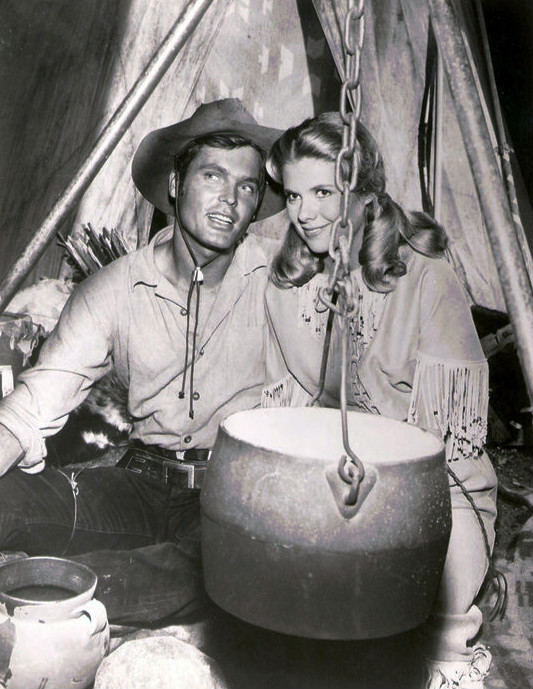

니나 시프먼(영어: Nina Shipman, 1938년 8월 15일 ~ )은 미국의 배우이다. 아버지 배리 시프먼은 시나리오 작가였고 어머니 그윈 시프먼은 댄서 겸 배우였다.
로스앤젤레스에서 태어났다.

## 영화
- 제12순찰대 (1968년)
- 하이 타임 (1960년)
- 세이 온 포 미 (1959년)
- 선셋 77번가 (1958년)
- 페리 메이슨 (1957년)